# أبولونيا (ليبيا)

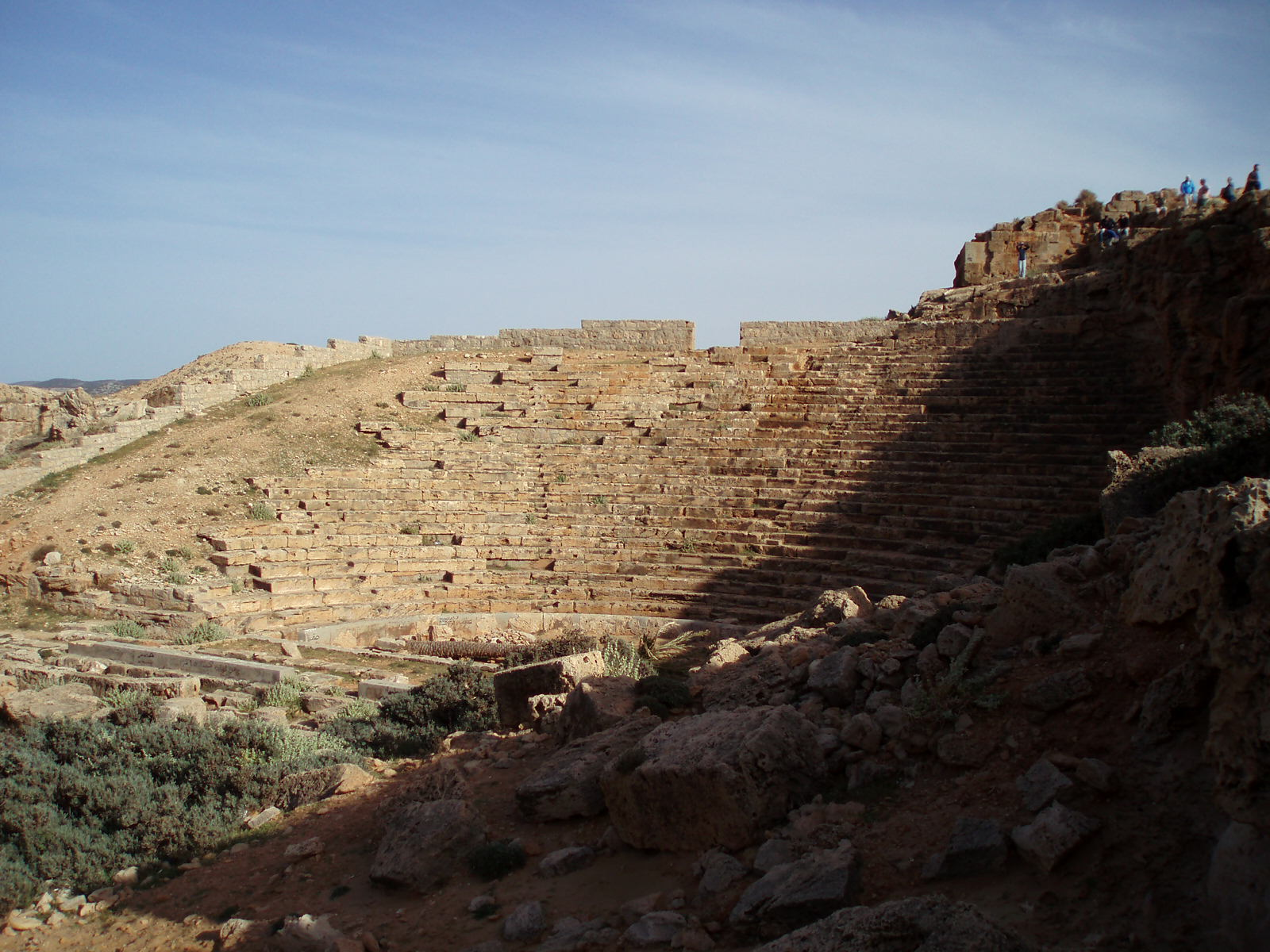
مسرح أبولونيا

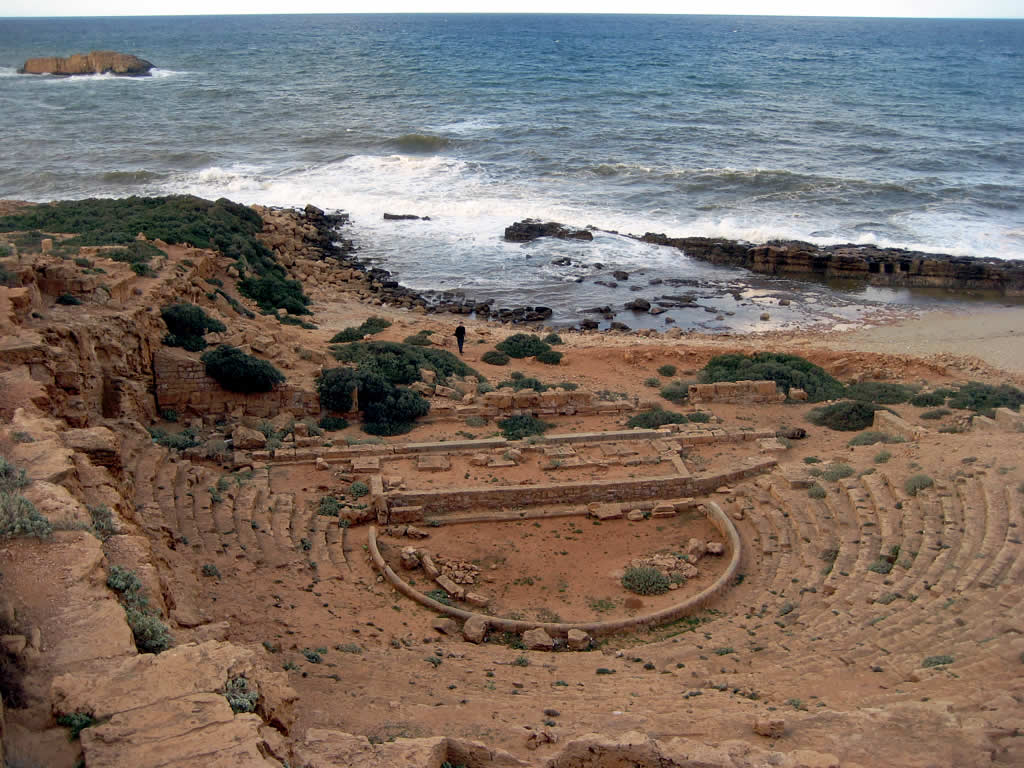
المسرح الإغريقي.

أبولونيا الأثرية هي موقع أثري ليبي يقع في منطقة الجبل الأخضر. أسسها الإغريق في برقة لتصبح مركزا اقتصاديا هاما في جنوبي البحر المتوسط. ولكي تكون الميناء الرئيسي لقورينا أو شحات والتي تبعد عنها نحو 20 كيلومترا وعلى شرق مدينة البيضاء 30كم، وهي حاليا ضمن التقسيم الإداري لشعبية الجبل الأخضر. ولد بها الجغرافي الإغريقي وعالم الرياضيات إراتوستينس.
حاليا تقع على أنقاضها مدينة سوسة الحالية.

## تاريخ المدينة
أطلق المستوطنون اليونانيون اسم «أبولونيا» على هذه المدينة ذات المناخ المعتدل والطبيعة الجميلة، وكانت ميناء خاصاً بقورينا حيث تبعد عنها حوالي عشرين كم، وذلك منذ إنشاء قورينا في منتصف القرن السابع قبل الميلاد، ومنها كان يصدر نبات السلفيوم المهم آنذاك.
اعتبرت أبولونيا إحدى المدن الخمس الليبية أو «البينتابوليس» في العهد البلطمي وإحدى المدن العشر في العهد الروماني، قبل أن تصبح عاصمة لقورينائية في القرن السادس الميلادي.

## معالم المدينة
للمدينة سور خارجي تم بناؤه في العصر الهليني وأعيد ترميمه في العصر الروماني. ومن معالم المدينة الباقية، الجزء الحصين من المدينة أي (الاكروبوليس) والكنيسة ذات الحنية الثلاثية التصميم القائمة خارج الأسوار، والحمامات التي تجاور آثار القصر مقر الحكم في القرن السادس الميلادي، يحتوي القصر الذي استخدم لآخر مرة في العصر البيزنطي على 100 حجرة، وقبل ذلك العصر استعمله الرومان كمقر قيادة عسكري لهم.
ويوجد جزء من آثار أبولونيا تحت مياه البحر، ويعلل خبراء الآثار ذلك أنه نتيجة للهبوط المستمر للطبقات الأرضية عن مستوى سطح البحر مما أدى إلى غمرها بمياهه. كما أن زلزالا تحت البحر ضرب جزيرة كريت في 21 يوليو 365 ميلادية، تسبب في أن تغمر مياه البحر أجزاء من ساحل المدينة ومنطقة الميناء.
كما يوجد مسرح أبولونيا الإغريقي قرب الشاطئ، خارج أسوار المدينة القديمة. وبقايا حمام المدينة، كما توجد بها ثلاث كنائس أثرية تعود للعصر البيزنطي.
عندما احتل الرومان الجبل الأخضر في القرن الأول قبل الميلاد، أطلقوا على تلك المنطقة منطقة المدن الخمس الليبية لاحتوائها على خمسة مراكز عمرانية كبيرة هي قورينا «شحات»، أبولونيا «سوسة»، طلميثة «بطوليمايس»، يوسبريديس - برنيقي «بنغازي»، وتوكرة.

## وصلات خارجية
- صور ومعلومات
- منحف أبولونيا - سوسة، اللجنة الشعبية للثقافة والإعلام الليبية [وصلة مكسورة]
- سوسة (أبولونيا)- ألبوم الصور- موقع المندوبية الدائمة للجماهيرية العربية الليبية لدى اليونسكو